# 埴科藩
埴科藩（はにしなはん）は、信濃国埴科郡に存在した藩。

## 概要
松代藩主・真田信之の次男の真田信政が、江戸時代前期の慶長 - 元和年間に1万7000石を内分分知されたことから立藩した。寛永16年（1639年）6月、信政が上野国沼田藩へ移封されると、信政の所領は弟の真田信重が継いだ。しかし信重は正保4年（1647年）2月、嗣子なくして松代にて死去し、埴科の所領は父・信之に返上され、埴科藩は廃藩となった。

## 歴代藩主
真田家
1万7000石。外様。
1. 真田信政（のぶまさ）
2. 真田信重（のぶしげ）